# أنديرس دالي
أنديرس دالي (بالإنجليزية: Anders Dale) هو إشعاعاتي ‏ وعالم أعصاب أمريكي، ولد في القرن العشرين.